# Sýkorec
Sýkorec (deutsch Sikoretz) ist eine Grundsiedlungseinheit der Stadt Kopřivnice in Tschechien. Sie liegt anderthalb Kilometer nordöstlich des Zentrums von Kopřivnice im Stadtteil Lubina.

## Geographie
Sýkorec erstreckt sich am Bach Sýkoreček in der Štramberská vrchovina (Stramberger Bergland). Im Nordosten erhebt sich die Větřkovická hůrka (447 m n.m.), östlich Velová (390 m n.m.), der Kabuďův vrch (370 m n.m.) und der Kazničov (601 m n.m.), im Südosten der Holý vrch (487 m n.m.), südlich die Pískovna (584 m n.m.). sowie im Südwesten die Bílá hora (557 m n.m.). Durch den Ort führt die Staatsstraße II/480 nach Kopřivnice, nordöstlich verläuft die Staatsstraße I/58 zwischen Frenštát pod Radhoštěm und Příbor. Gegen Süden erstreckt sich das Werksgelände der Tatra Trucks a.s.
Nachbarorte sind Drnholec nad Lubinou im Norden, Mniší und Vlčovice im Südosten, Lichnůvka im Süden, Kopřivnice im Südwesten, Luhy im Westen sowie Příbor im Nordwesten.

## Geschichte
Das Dorf wurde 1789 durch die bischöfliche Herrschaft Hochwald auf parzellierten Fluren des Nesselsdorfer Meierhofes gegründet. Ab 1797 wurde der Ort als Sykoretz bezeichnet, der tschechische Name Sýkorec ist seit 1800 nachweislich. Anfänglich war der Ort tschechischsprachig.
Im Jahre 1835 bestand die im Prerauer Kreis gelegene Dominikalansiedlung Sikoretz bzw. Sikořec aus 19 Häusern, in denen 110 Personen lebten. Haupterwerbsquelle bildete die Landwirtschaft. Pfarrort war Freiberg. Der Sitz des Oberamtes befand sich in Hochwald. Bis zur Mitte des 19. Jahrhunderts blieb Sikoretz der fürsterzbischöflichen Lehnsherrschaft Hochwald untertänig.
Nach der Aufhebung der Patrimonialherrschaften bildete Sikořec / Sikoretz ab 1849 einen Ortsteil der Gemeinde Drnholec im Gerichtsbezirk Freiberg. Mit dem Beginn der Industrialisierung verdiente sich in der zweiten Hälfte des 19. Jahrhunderts ein Teil der Einwohner seinen Lebensunterhalt durch Lohnarbeit bei der Nesselsdorfer Wagenbau-Fabriks-Gesellschaft oder in den Fabriken in Freiberg. In dieser Zeit wurde Sikoretz zu einem überwiegend deutschsprachigen Dorf. Ab 1869 gehörte Sikoretz / Sykorec zum Bezirk Neutitschein. Im Jahre 1900 lebten in den 19 Häusern 122 größtenteils deutschsprachige Personen. 1924 wurde der tschechische Name des Dorfes in Sýkorec geändert. Nach dem Münchner Abkommen wurde Sikoretz 1938 dem Deutschen Reich zugeschlagen. Bis 1945 gehörte das Dorf zum Landkreis Neu Titschein. Nach dem Ende des Zweiten Weltkrieges kam Sýkorec zur Tschechoslowakei zurück. 1959 wurde Sýkorec Teil der neugebildeten Gemeinde Lubina, als Ortsteil wurde seit dieser Zeit nicht mehr geführt. Am 1. Januar 1979 erfolgte die Eingemeindung nach Kopřivnice. 1991 lebten In Sýkorec 507 Personen, im Jahre 2001 waren es 524.

## Ortsgliederung
Die Grundsiedlungseinheit Sýkorec gehört zum Ortsteil Lubina der Stadt Kopřivnice.
Sýkorec ist Teil des Katastralbezirkes Drnholec nad Lubinou.

## Sehenswürdigkeiten
- Statue der hll. Kyrill und Method
- Wegkreuz